# Plataforma de Afectados por la Hipoteca
Die Plataforma de Afectados por la Hipoteca [pla.ta'foɾma ðe afek'taðos poɾ la ipo'teka], kurz PAH, wurde im Februar 2009 als parteiunabhängige Bürgerinitiative im Kontext der tiefgreifenden spanischen Immobilien- und Wirtschaftskrise seit 2007 in Barcelona gegründet. Sie unterstützt vorwiegend von Zwangsversteigerung bedrohte Betroffene der Krise, die ihre Hypotheken nicht mehr bedienen können. Die PAH ist über lokale und regionale Zusammenschlüsse in ganz Spanien vertreten. Neben Hilfe und Unterstützung von Betroffenen bis hin zur gewaltfreien Verhinderung von Zwangsräumungen vor Ort ist die PAH 2013 europaweit durch den Streit um die parlamentarische Annahme und Ausgestaltung einer von der PAH initiierten Gesetzesinitiative bekannt geworden. Das Ziel der Gesetzesinitiative ist eine sozial verträgliche und gerechte Verteilung der Folgen der Immobilien- und Wirtschaftskrise. Ada Colau ist vor allem seit einer parlamentarischen Anhörung im Februar 2013 als Vertreterin der PAH im Rahmen der Gesetzesinitiative eine landesweit bekannte Persönlichkeit der spanischen Zivilgesellschaft.
In Anlehnung an das Wahlmotto Obamas im Präsidentschaftswahlkampf 2008 Yes we can lautet eines der bekanntesten Lemma der PAH im Spanischen „Sí se puede“ (Ja, man kann oder Ja, es geht).

## Organisations- und Aktionsformen

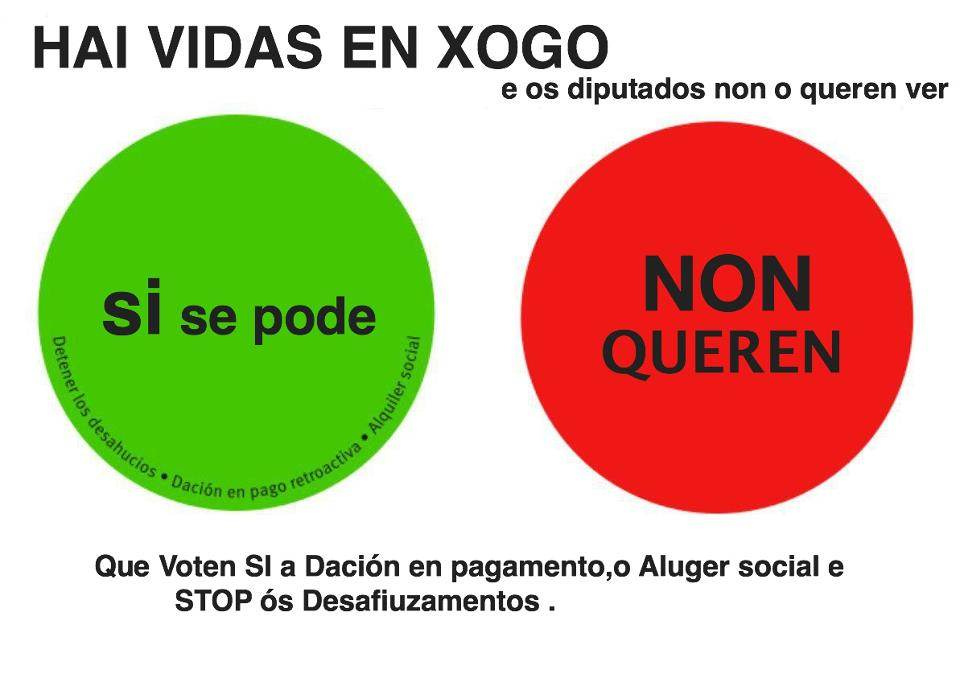
Poster auf Galicisch der Plataforma de Afectados por la Hipoteca

Die PAH versteht sich gemäß ihrem Selbstverständnis als ein horizontal und nicht hierarchisch organisierter Zusammenschluss von lokalen Plattformen, in denen Betroffene und mit diesen solidarische Menschen vor Ort zusammenarbeiten: „Das Wichtigste an der PAH sind ihre lokalen Gruppen...“, heißt es dementsprechend in Selbstaussage. Teilnahme an den verschiedenen, regelmäßig stattfindenden Plenen und sonstige Mitarbeit setzen keine Mitgliedschaft voraus und basieren auf dem Prinzip der Asamblea. Angebote und Hilfen der Gruppen sind vollkommen kostenlos. Versammlungen finden in zumeist wöchentlichem Rhythmus mit den Schwerpunkten kollektive Beratung und Aktionsplanung statt. Darüber hinaus gibt es regelmäßige Arbeitsgruppen zur sozialen Hilfe und gegenseitigen Unterstützung und bankspezifische Treffen im Kontext der unterschiedlichen Enteignungs- und Räumungsstrategien der jeweiligen Banken.
Zu den öffentlichen Aktionsformen der PAH zählen symbolische Besetzungen von Banken, kollektiver Widerstand gegen Zwangsräumungen von Wohnungen sowie die aus Südamerika stammende Protestform Escrache, die von der PAH im Wohn- und Arbeitsumfeld von Politikern in Spanien zum Einsatz kommt. Besonders im Zusammenhang der escraches kam es zu anhaltenden öffentlichen Diskussionen über Grenzen und Legitimität von zivilgesellschaftlichen Protestformen.
Die PAH wird gemeinhin als Bestandteil der seit 2011 anhaltenden spanischen Protestbewegung, dem Movimiento 15-M, gesehen. Arbeitszusammenhänge im Rahmen von Initiativen bestehen daneben mit Gewerkschaften und Initiativen wie dem Observatorio Desc, einem sozialpolitischen Think Tank zu ökonomischen, sozialen und kulturellen Grundrechten.

## Praxis, Legitimation und Initiativen (Auswahl)
Ihrem Selbstverständnis nach setzt die PAH vor Ort vor allem auf Hilfe zur Selbsthilfe. Hierfür wird neben Analyse von Einzelfällen in regelmäßig stattfindenden Asambleas, Material erarbeitet und bereitgestellt, mit dessen Hilfe Betroffene sowohl die langwierigen Verhandlungen mit Banken als auch die juristischen Abläufe erfassen und aktiv, in ihrem Interesse, mitgestalten können. Im Bedarfsfall unterstützen die jeweiligen Gruppen vor Ort einzelne Betroffene mit solidarischen Aktionen. Neben der kontinuierlichen Arbeit vor Ort versteht sich die PAH übergreifend als sozialpolitischer Akteur mit dem konkreten Anliegen, das in der Verfassung garantierte Grundrecht auf würdevollen und angemessenen Wohnraum durchzusetzen. Die ideologische Begründung hierfür leitet die PAH aus dem festgeschriebenen Verfassungsauftrag selbst ab: „Die öffentliche Gewalt fördert die notwendigen Voraussetzungen und setzt die entsprechenden Vorschriften zur wirksamen Anwendung dieses Rechts fest. Sie regelt die Nutzung des Bodens im Interesse der Allgemeinheit und zur Verhinderung der Spekulation. Die Gemeinschaft ist am Wertzuwachs beteiligt, der durch Städtebaumaßnahmen der öffentlichen Hand entsteht.“ Weitergehend sieht sich die PAH durch folgende sozioökonomische Schlussfolgerung zur Immobilienkrise legitimiert: „Spanien frönte über Jahre dem Boom der Bauwirtschaft. Es wurden mehr Wohnungen als in Deutschland, Italien und Frankreich zusammen gebaut. Doch diese Überproduktion führte nicht zu günstigeren Zugangsbedingungen. Im Gegenteil. Das neoliberale Dogma leugnend stiegen die Preise unaufhörlich, wodurch sich Spanien in eines der Länder der Europäischen Gemeinschaft mit den teuersten Preisen für die Inanspruchnahme von Wohnraum verwandelte.“

### Gesamtschuldentilgung durch Wohnungsübereignung (Dación en pago)
Die PAH favorisiert als Lösung im Rahmen von Zwangsvollstreckungen der Hypotheken durch Gläubiger das amerikanische Modell (Nonrecourse debt) der Tilgung der Schuld durch Übereignung der Wohnung an den Gläubiger. Rechtlich sind Hypothekenverträge nach diesem Modell zwar möglich, in der Praxis aber so gut wie inexistent. Durch Druck auf Gläubigerbanken durch die Schuldner selbst sowie solidarische Aktionen versucht die PAH für Betroffene dieses Modell im Rahmen von Zwangsvollstreckungsverfahren als Lösung auf dem Verhandlungswege durchzusetzen, wenn absehbar erhebliche Restschulden verbleiben. Die Einführung der dación en pago als Regelfall für Hauptwohnungen und nicht Ausnahme für Hypothekenverträge wird als erster Gesetzesartikel der eingebrachten Gesetzesinitiative angeführt. Die rückwirkende Anwendung auf laufende Verfahren, soweit es noch nicht zur Zwangsversteigerung oder Zwangsräumung gekommen ist, wird zugleich im dritten Artikel der Gesetzesvorlage gefordert.

### Stopp den Zwangsräumungen und der sozialen Anschlussmiete
Auch hier arbeitet die PAH mit solidarischen Aktionen vor Ort, um Zwangsräumungen im Gefolge der Zwangsvollstreckungen zu verhindern. Nach eigenen Angaben (Stand 2013) hat die PAH spanienweit 724 Zwangsräumungen durch die Justizbehörden verhindert. In der Gesetzesinitiative wird die Forderung einer Aussetzung der Zwangsräumungen als zweiter Artikel eingeführt und um die Forderung einer Sozialmiete für enteignete Wohnungsinhaber ergänzt, wobei die Mietdauer in diesem Fall auf fünf Jahre und 30 % des Haushaltseinkommens beschränkt werden soll. Auch hier formuliert die PAH als Bedingung, dass die Zwangsvollstreckung den Hauptwohnsitz betreffen muss.

### Gesetzesinitiative
Zur Durchsetzung der sozialpolitischen Ziele arbeitete die PAH seit 2011 an einer Gesetzesvorlage im Rahmen einer Volkspetition, einer Iniciativa Legislativa Popular (ILP) auf der Grundlage ihrer Vorstellungen zu Gesamtschuldentilgung, Zwangsräumungen und sozialer Anschlussmiete. Grob skizziert bedingen die rechtlichen Ausführungsbestimmungen in Spanien die formale Prüfung der Initiative durch das Präsidium des Parlaments, gefolgt von einer neunmonatigen Unterschriftenkampagne mit einem Quorum von mindestens 500.000 akkreditierten Unterschriften Wahlberechtigter, sowie die nachfolgende parlamentarische Annahme durch den Congreso de los Diputados zur weiteren parlamentarischen Lesung. Von allen 66 Initiativen seit 1978 erzielte die Gesetzesinitiative der PAH die zweithöchste Unterstützung mit mehr als 1,4 Millionen Stimmen, gleichwohl änderte die Regierungspartei Partido Popular erst im Verlauf der parlamentarischen Debatte zur Annahme ihre ablehnende Haltung unter dem Druck der öffentlichen Meinung. Der Rest der im Parlament vertretenen Parteien hatte Zustimmung zur weiteren Beratung angekündigt. Mit 333 Stimmen bei einer Enthaltung wurde am 12. Februar 2013 die Gesetzesinitiative ins Parlament zur weiteren Beratung eingebracht.
Für die PAH stellt die Gesetzesinitiative einen Katalog von gesetzlichen Mindestmaßnahmen dar, dessen Ablehnung oder Veränderung durch die Regierung die PAH berechtige, den „Ton ihrer Aktionen und Proteste zu steigern“. Auf Grund der escraches informativos als Druckmittel der PAH gegen einzelne Politiker der Regierungspartei während des Gesetzgebungsverfahrens kommt es zu erbitterten Auseinandersetzungen über die spanischen Medien und Gerichte. Einige der betroffenen Politiker erstatten Anzeige, da sie sich als gewählte demokratische Vertreter erpresst und genötigt fühlen und ihre Privatsphäre verletzt sehen.
Am 18. März 2013 teilen die PAH und die weiteren Unterstützer mit, dass die parlamentarische Beschlussvorlage nicht mehr die Inhalte der eingebrachten Gesetzesinitiative wiedergäbe und ziehen diese zurück, womit diese wie alle anderen populären Gesetzesinitiativen zuvor, - mit einer Ausnahme –, gescheitert ist. In Umfragen erzielte die Initiative bis zu 90 % Unterstützung in der Bevölkerung quer durch alle politischen Lager.
Die PAH erweitert im Verlauf der Auseinandersetzung ihr Motto „Sí se puede“ (Ja, man kann) um „Pero no quieren“ (Aber sie wollen nicht) und beschuldigt die Abgeordneten, dass sie nicht sehen wollen, dass Menschenleben auf dem Spiel stünden.
Noch im Verlauf des Gesetzgebungsverfahrens erklärte der Europäische Gerichtshof Bestimmungen des spanischen Hypotheken- und Zwangsvollstreckungsrechts für unvereinbar mit dem europäischen Verbraucherschutzes. Die Regierung versprach mit dem vom Parlament schließlich am 14. Mai 2013 beschlossenen Maßnahmen im Rahmen des laufenden Gesetzgebungsverfahrens Abhilfe zu schaffen. In weiten Teilen der öffentlichen Meinung wie auch von der PAH werden die beschlossenen Maßnahmen und gesetzlichen Regelungen jedoch als unzureichend oder sogar verfassungs- und menschenrechtswidrig kritisiert. Die Fristenregelung von einem Monat ab Inkrafttreten zum Einspruch gegen missbräuchliche Vertragsklauseln in bestehenden Zwangsvollstreckungsverfahren im Sinne des Urteils des EuGH und das Fehlen einer aktiven Kommunikationspolitik seitens der Regierung über diesen Sachverhalt wurden von der katalanischen Anwaltskammer als Versuch der Verschleierung zum neuerlichen Nachteil der Betroffenen gewertet.
Die Europäische Zentralbank äußert sich in ihrer von der spanischen Regierung eingeforderten Stellungnahme verhalten über die Erfolgsaussichten und konstatiert, auch in sozialer Hinsicht, wie interpretiert wird, dass weitergehende Maßnahmen zu beschließen wären, die die zugrundeliegenden Probleme lösen helfen.

### Sozialwerk der PAH
Im September 2011 kündigt die PAH die Besetzung von Wohnungen und Häusern an, um diese an Betroffene zu vergeben und deklariert dies als Sozialwerk. Betroffenen werden auch bei Wiederbesetzung ihrer enteigneten Wohnungen unterstützt, soweit sie dies wünschen und die Wohnung leersteht. Weitere Ziele der Aktion sind neben der direkten Hilfe Erhöhung des Drucks auf Banken die Gesamtschuldentilgung durch Wohnungsübereignung (dación en pago) zu akzeptieren, sowie den Staat aufzufordern im Sinne seines verfassungsrechtlichen Auftrags zu handeln. Im April 2013 vermeldet die PAH in Katalonien acht besetzte Häuserblöcke.

## Ursachen und Hintergründe

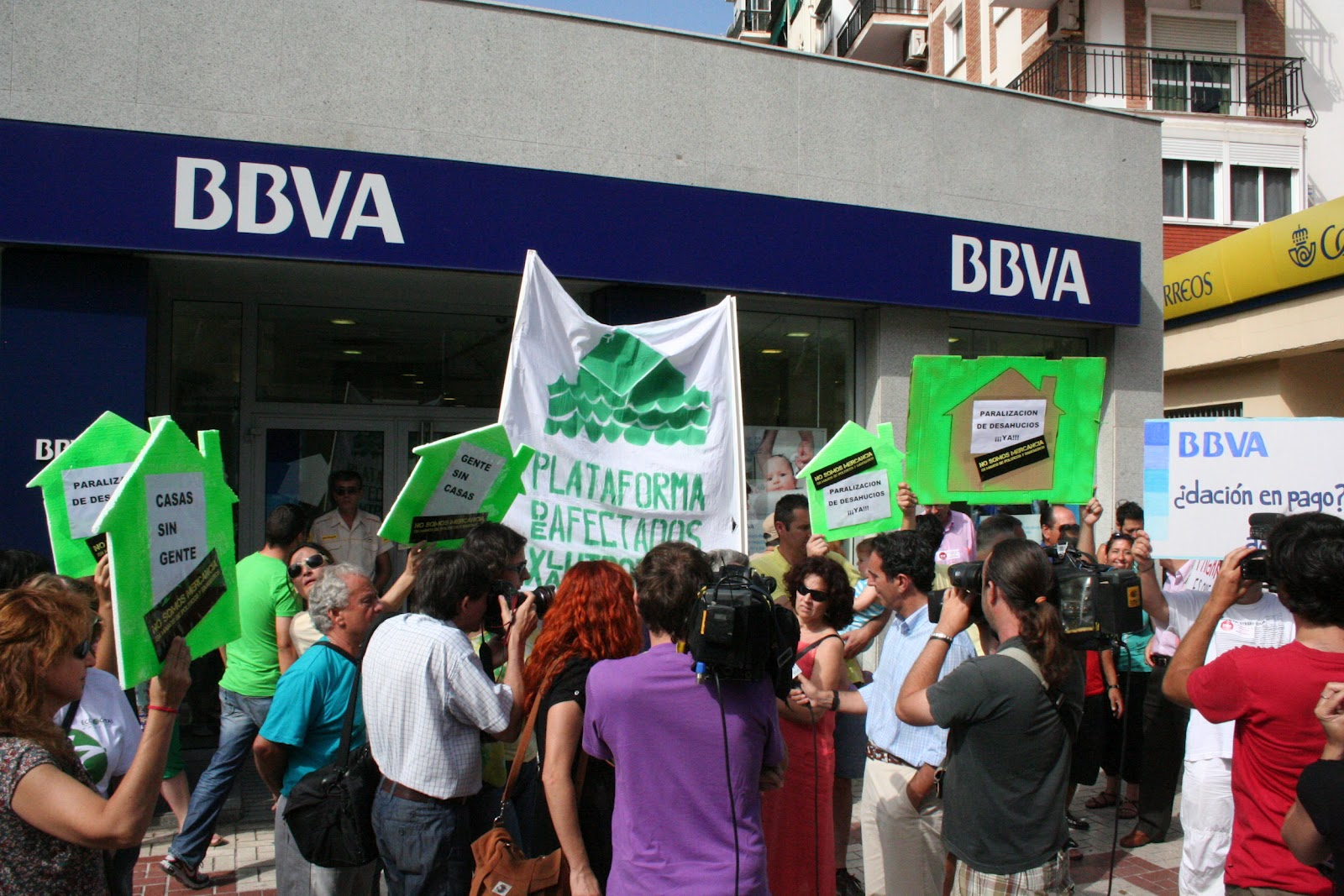
Demonstration vor einer Bankfiliale in Málaga für den Restschuldenerlass nach Wohnungsübereignung an die Gläubigerbank, 07/07/2012

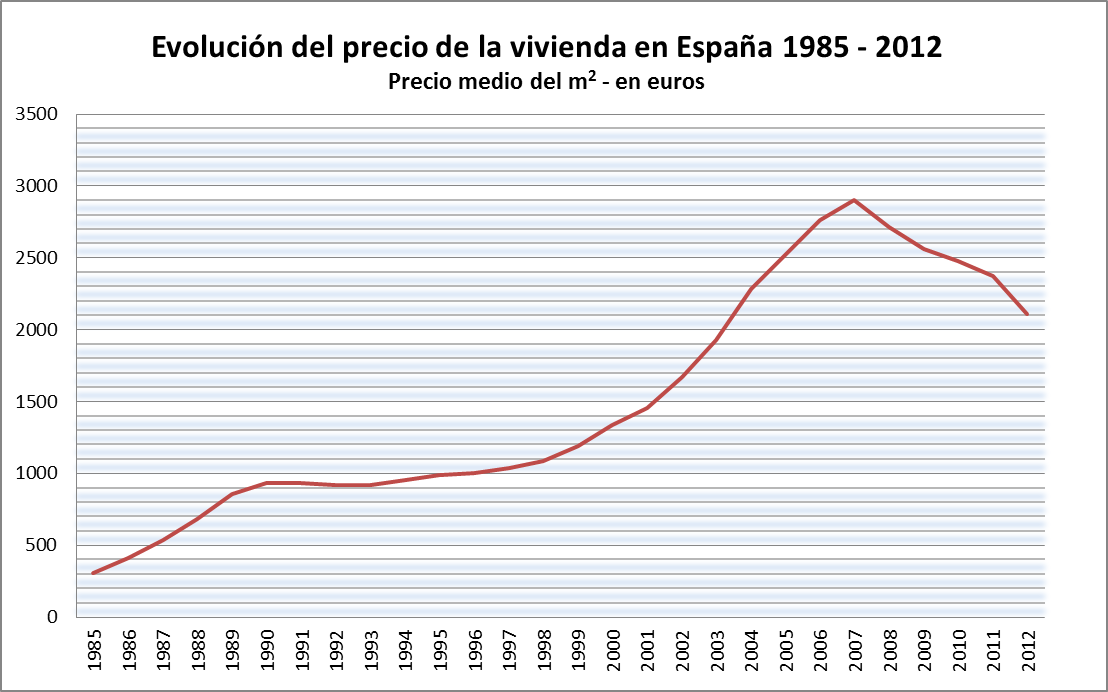
Entwicklung der Eigentumswohnungspreise in Spanien 1985–2012.

Für Spanien wird häufig festgestellt, dass Wohneigentum kulturell einem Mietverhältnis vorgezogen wird. In der wissenschaftlichen Literatur werden hierfür ordnungspolitische Maßnahmen schon aus der Zeit des Franquismus als konstitutiv angeführt. In den 40er und 50er Jahren bestand ein starker Wohnungsmangel. Zugleich lebten noch in den 50er Jahren bis zu 50 % der spanischen Bevölkerung in Mietwohnungen. Um Anreize für den Wohnbau zu schaffen, wurden im Gefolge Mieten eingefroren, um so Investitionen in Neubau und Wohnungserwerb zu befördern. Diese Politik wurde auch noch 1964 mit einer neuen Mietgesetzgebung fortgesetzt, die zum einen unbefristete Mietverträge zu günstigsten Konditionen erlaubte, zum anderen jedoch keine Anreize für Instandhaltung seitens der Vermieter noch für Vermietung von neuen Wohnungen schuf. 1985, während der Regierungszeit von Felipe González findet diese Politik unter umgekehrten Vorzeichen mit dem Erlass Boyer (Real Decreto 2/1985 vom 30/04/1985) ihre Fortsetzung. Die Auswirkungen werden von Manuel Aznar López, dem Bruder des ehemaligen Ministerpräsidenten José María Aznar, als renommiertem Fachmann für Soziales, Arbeit und Kinderschutz, 1998 als eine Maßnahme gewertet, die zu den „prominentesten Maßnahmen antisozialen Charakters im 20. Jahrhundert Spaniens“ zählen müsse und dieser zugleich zu einem Paradoxon führe, da der Erlass, entgegen seiner dokumentierten Motivation, zu übermäßigen Mietpreissteigerungen führte, und zugleich die negativen Effekte der Gesetzgebung von 1964 fortschrieb, indem für Altmietverträge lange Übergangsfristen eingeräumt wurden. Eine der wichtigsten formalen Veränderungen des Erlasses beruhte zugleich in der Festschreibung fester, zumeist kürzerer Laufzeiten; 1995 erfolgt eine Befristung neuer Mietverträge auf fünf Jahre. Durch erneute Novellierung wurde die Regellaufzeit von Mietverträgen mit dem Gesetz 4/2013 über Maßnahmen zur Flexibilisierung und Förderung des Mietwohnungsmarktes, auf drei Jahre begrenzt.
Zusammenfassend für den Zeitraum des demokratischen Spaniens wird in einer Studie kritisch festgehalten, dass keine der unzähligen Ordnungsmaßnahmen, auch im Zusammenhang öffentlicher Förderung sozialen Wohneigentums, „in der Lage war die Spekulation zu verhindern, wie es Art. 47 des 1. Titels der Verfassung von 1978 vorschreibt“ und damit das ebenfalls dort konstitutionell festgeschriebene Grundrecht auf eine würdevolle und angemessene Wohnung zu garantieren.
Im Einzelnen lassen sich unzählige weitere Faktoren nennen, die mit Ausbruch der Wirtschaftskrise 2008 zu einem massiven Anstieg von privaten Haushaltsbankrotten führten, dazu gehören:
- die politische Förderung der Bauwirtschaft als ein Hauptmotor des spanischen Wirtschaftswunders[38] durch die Regierungen von José Maria Aznar und José Luis Zapatero, mit dem Ergebnis, dass Spanien in der Regierungszeit beider mehr Wohnungen baute als Deutschland, Frankreich und Italien zusammen[39]
- die daraus entstandene Notwendigkeit den Markt der Käufer auf soziale Risikogruppen wie Immigranten, Haushalte mit geringen Haushaltseinkommen und prekärer Arbeitssituation auszuweiten und Kredite mit immer längeren Laufzeiten von 30, 40 und mehr Jahren zu vergeben, um die monatliche Belastung rechenbar zu machen[40][41]
- starker Anstieg der Arbeitslosigkeit und einhergehende Verringerung der Haushaltseinkommen bei gleichbleibender finanzieller Hypothekenbelastung
- eine für Banken vorteilhafte Hypothekengesetzgebung[42]
- die auf Druck der Banken festgelegten und in die Höhe getriebenen Schätzwerte, die zu einer höheren nominellen Verschuldung und Belastung führte[43]
- häufige Hypothekenvergabe von bis zu 100 % und mehr des Schätzwertes ohne Einforderung eines Eigenkapitalsockels wie in vielen Ländern Europas üblich[44]
- Bürgschaften von Dritten, zumeist Verwandten, die häufig an bereits abbezahltes Wohneigentum geknüpft ist, die dadurch Gefahr laufen selbst enteignet zu werden
- Verfall der Marktpreise seit Beginn der Krise mit Auswirkungen auf die Zwangsversteigerungen im Rahmen der Zwangsvollstreckung. Die gesetzliche Zuschlagsgrenze lag dabei im Regelfall bis Mai 2013 bei 60 % des ursprünglichen Schätzwertes und wurde im Mai 2013 auf 70 % des Schätzwertes erhöht. Gesetzliche Ausnahmen ermöglichen jedoch wie vor Novellierung Zuschläge zu 50 % des ursprünglichen Schätzwertes.[45][46]
- rechtlich fragwürdige bis ungesetzliche Vertragsklauseln[47]

Die daraus erwachsenen, hochgradig widersprüchlichen Strukturprobleme verdeutlichen sich anhand folgender statistischer Daten:
- schon im Zeitraum zwischen 1985 und 1991 steigt der Anteil der Ausgaben des Familieneinkommens bei Wohnungskauf von 34,3 auf 57,3 % unter Berücksichtigung der steuerlichen Anreize, bereinigt um diese von 46,6 auf 70 %[48]. Von 2000, 2001 bis 2007 kommt es zu einem massiven Anstieg der Wohnungspreise um fast 300 %, während Löhne und Gehälter im selben Zeitraum einzig im Mittel der jährlichen Inflationsraten steigen. Die Verschuldung der privaten Haushalte im Vergleich zum Haushaltseinkommen steigt dabei im Zeitraum von 1995 bis 2008 von 45 % auf 140 %[49][50]
- rund 700.000 leerstehende, zum Verkauf bestimmte, neugebaute Wohneinheiten wurden bereits in der ersten Jahreshälfte 2011 offiziell vermeldet[51]. Insgesamt stehen in Spanien, Stand 2008, fast vier Millionen Wohnungen leer bei einem Gesamtbestand von über 26 Millionen Wohneinheiten.[52]
- demgegenüber stehen mehr als 100.000 Zwangsvollstreckungen allein für das Jahr 2012, von denen 43.853 auf Wohnungsenteignungen auf Grund nicht bedienter Hypotheken beruhen und 54.718 auf Mietwohnungen entfallen. Im Falle von Eigentumswohnungen sind dabei bis zu 75 % Hauptwohnungen der Käufer und deren Familien. Die PAH selbst schätzt, dass seit den ersten Anzeichen der Krise im Jahr 2007 mehr als 400.000 Wohnungen enteignet wurden. Die Daten sind dabei auf Grund fehlender einheitlicher und unabhängiger Datenerhebung nach Quelle unterschiedlich, so wie es auch keine verlässliche Anzahl zur Zahl der betroffenen Menschen im Rahmen dieser Immobilienkrise gibt, die jedoch bis zu drei Mal höher liegt, legt man die durchschnittliche Familiengröße von 2,74 Mitgliedern bei rund 16 Millionen Haushalten zugrunde.[53] Das Fehlen verlässlicher Barometer mit standardisierten Erhebungs- und Auswertungskriterien seitens der öffentlichen Hand wird zugleich vielfach medial und von der Opposition bemängelt. Gerichtsbehörden und Grundbuchämter stellen deshalb derzeit die besten Quellen dar.[54][55][56][57]

## Kritik
Noch 2012 wurde die PAH mehr als ein weiterer Ableger des disparaten Movimiento 15M gesehen, mehr jugendliche Subkultur, die selbstreferenziell den „Ausdruck der Gruppenidentität“ suche und zugleich kaum „umfassende Zielsetzungen einer gesetzlich eingebundenen sozialen Institution“ realisieren könne. Spätestens mit der Gesetzesinitiative und der einhergehenden Unterschriftenkampagne ist die PAH jedoch eine politisch relevante Größe ähnlich den Parteien und Gewerkschaften. In der begleitenden Anhörung vor dem Wirtschaftsausschuss am 5. Februar 2013 kam es dabei zur ersten größeren Konfrontation mit starkem medialem Nachhall zwischen Kritikern und der PAH. Der Vertreter der spanischen Bankenvereinigung erklärte in seiner Intervention den spanischen Hypothekenmarkt und die begleitende Gesetzgebung zur sozialen Errungenschaft, die es 82 % der spanischen Bevölkerung ermöglicht habe, Wohnungseigentum zu erwerben, zu günstigsten Finanzierungsbedingungen und Laufzeiten. Für die Probleme einiger weniger, kaum mehr als 3 %, sollte keineswegs ein hervorragend funktionierendes System geändert und zum Schuldigen erklärt werden. Im Weiteren lehnen die Banken alle vorgeschlagenen Maßnahmen der PAH, mit dem Verweis auf enorme wirtschaftliche Kollateralschäden ab, wie beispielsweise einer drohenden Abwertung durch Ratingagenturen, Verfall der Wohnungsmarktpreise, Verteuerung der Kredite sowie einem generellen wirtschaftlichen Vertrauensverlust. Zugleich würde die Zahlungsmoral geschwächt. Das Prinzip der universellen privaten Haftung sei international anerkannt und müsse bewahrt werden. Gerade dort, wo es nicht zur Anwendung gekommen wäre, läge der Ursprung der gegenwärtigen Finanz- und Wirtschaftskrise. Höchstens dürfe man mit temporären und außerordentlichen Maßnahmen Einzelfällen helfen. Einzig in der Frage einer möglichen Überschuldung der Privathaushalte durch exzessive Kreditvergabe gesteht die Bankenvereinigung einen möglichen Handlungsbedarf in der Zukunft ein.
Als Vertreterin der PAH vor dem Ausschuss erlangte die Antwort von Ada Colau und damit Ada Colau selbst Berühmtheit: „Ich versichere Ihnen, ja ich versichere Ihnen, dass ich diesem Herrn keinen Schuh an den Kopf geworfen habe, weil ich glaubte, dass es wichtig ist, Euch das zu sagen, was ich gerade sage. Dieser Herr ist ein Krimineller, und als solchen sollten Sie ihn behandeln... Er ist kein Experte. Die Vertreter der Banken haben dieses Problem verursacht. Das sind die Menschen, … die das gesamte Land ruiniert haben und Sie behandeln sie weiterhin als Experten.“ In ihren weiteren Ausführungen bezeichnet sie den spanischen Hypotheken- und Wohnungsmarkt als systematischen, staatlich geförderten Betrug.
Im Anschluss erzielte die PAH in öffentlichen Meinungsumfragen renommierter demoskopischer Institute Zustimmungswerte von bis zu 90 % für ihre Forderungen in der Bevölkerung.

### Escrache
Wie angekündigt, steigert die PAH ab Anfang März 2013 den Ton der Auseinandersetzung um ihre Gesetzesvorlage mit Demonstrationen vor Privatwohnungen und im Arbeitsumfeld von Abgeordneten und Mitgliedern der mit absoluter Mehrheit regierenden Partido Popular. Diese Aktionen werden von der Partido Popular und der Regierung als Gewaltausübung, Nötigung, Drohung und Erpressung gewählter Volksvertreter gewertet. Die Regierungsrepräsentantin der Delegación de Madrid, Cristina Cifuentes, sieht die PAH und Ada Colau dem baskischen Terrorismus vergleichbar, gar verbunden. Der Widerstand gegen Zwangsräumungen sei zudem nichts anderes als Kale borroka. Die Generalsekretärin der Partido Popular, Maria Dolores de Cospedal, bezeichnet die escraches als „Nazismus pur“. Zudem sieht sich die Partido Popular politisch stigmatisiert, da die escraches nur Politiker ihrer Partei beträfen, aber nicht Politiker der PSOE, da auch dieses Problem ein Erbe aus deren Regierungszeit wäre. Auch in politischen Kommentaren werden Parallelen zur Weimarer Republik, der Judenverfolgung und dem Nationalsozialismus gezogen.
In einer Anweisung des Innenministeriums wird die Polizei angewiesen, während der Escraches Personendaten zu ermitteln sowie einen Sicherheitskordon von bis zu 300 Metern sicherzustellen. In polizeilichen Protokollen sei das Wort escrache durch Belästigung, Drohungen und Nötigung zu ersetzen. Der Generalstaatsanwalt weist zugleich seine Behörde an über die escraches zu informieren und kündigt die Überprüfung strafrechtlicher Relevanz und Konsequenzen an. Der ehemalige Generalsekretär der Alianza Popular, der Vorgängerpartei der Partido Popular, Jorge Verstrynge äußert nach Teilnahme an einem escrache vor der Wohnung der Regierungssprecherin Soraya Sáenz de Santamaría: „Persönlich habe ich nichts gegen Soraya, das ist nicht die Frage, die Frage ist, dass es eine Iniciativa Legislativa Popular gibt und die Politiker auf die Menschen hören müssen, wenn sie nicht hören und sie wie Hunde behandeln, beißen sie irgendwann, jetzt bellen sie nur.“
Auch in Teilen der Opposition insbesondere PSOE, UPyD oder CiU wird punktuell starke Kritik am Mittel der escraches geübt. Häufig kommt es zur Aufforderung sich als Partei zu konstituieren und die demokratischen Spielregeln einzuhalten, da die escraches antidemokratisch seien. Dies beantwortet Ada Colau in einem Radiointerview: „Eine zivilgesellschaftliche Bewegung muss sich nicht unbedingt in eine Partei verwandeln... Das Zweiparteiensystem und das Parteiensystem funktionieren nicht und man muss die Demokratie neu begründen... Wir müssen die Demokratie zurückgewinnen und sie als Personen selbst direkt wahrnehmen.“
Befürworter wie auch die PAH selbst verweisen auf das Grundrecht der Rede- und Versammlungsfreiheit und weisen zudem darauf hin, dass alle Aktionen der PAH prinzipiell gewaltfrei seien. In einem offenen Brief an den spanischen Ministerpräsidenten Mariano Rajoy setzt Ada Colau Zwangsräumungen mit den escraches in Verhältnis: „Und, zuletzt, sprechen wir von den escraches. Es stört sie, dass wir vor ihren Wohnungen protestieren können. Das verstehe ich. Mir würde das auch nicht gefallen. Aber wenn sie einmal einer Zwangsräumung beigewohnt hätten, würden sie verstehen, dass es sich dabei um etwas unendlich viel Störenderes handelt.“
Im Verlauf der Kampagne erfolgen gerichtliche Anzeigen durch Politiker der Partido Popular wegen Nötigung, Erpressung, Beleidigung und Bedrohung. Diese Vorwürfe wurden von der PAH zurückgewiesen und mit einer Reihe von Gegenanzeigen beantwortet, in denen Politiker der üblen Nachrede und Falschaussage beschuldigt werden. Über die laufenden Verfahren ist bekannt, dass die Anzeige der Regierungssprecherin gerichtlich zurückgewiesen wurde, da es sich um einen friedlichen und erlaubten Protest im öffentlichen Straßenraum gehandelt habe. Der stellvertretende Generalsekretär der Partido Popular, Esteban González Pons, muss hingegen vor Gericht beweisen, dass seine Anschuldigungen gegen die PAH begründet waren. Ada Colau hat zudem eine Anzeige unter anderem wegen „Aktivierung des Faschismus“ und einhergehender Drohungen gegen ihre Familie gegen die Delegierte der Regierung in Madrid Christina Cifuentes angekündigt.
In internationalem Kontext wird darauf hingewiesen, dass Druck auf einzelne Politiker ähnlich dem der escraches durchaus zum politischen Alltag gehöre, beispielsweise in den Vereinigten Staaten. Auch nach den mehrmonatigen Auseinandersetzungen zwischen Regierung und PAH reflektieren die Meinungsbarometer eine kaum gebrochene Unterstützung der PAH innerhalb der Bevölkerung. Zugleich wird der PAH in einer Expertise attestiert, effektive zivilgesellschaftliche Opposition zu sein, angesichts einer parteipolitischen Opposition, die zersplittert und schwach sei.
Mit Abschluss des Gesetzgebungsverfahrens kündigt die PAH das Ende der escraches an, behält sich aber das Recht vor, diese wieder zum Einsatz zu bringen.

### Europäischer Bürgerpreis
Stark kritisiert wird die Vergabe des Europäischen Bürgerpreises 2013 an die PAH von Politikern der Regierungspartei Partido Popular und affinen Medien. Die Vorwürfe reichen von „Das Europarlamente prämiert die Nötigung“ im Untertitel eines Meinungsartikel der spanischen Zeitung ABC bis hin zum Angriff auf die Europäische Gemeinschaft selbst durch Esperanza Aguirre: „Diese Nachricht allein wäre ausreichend um die Entrüstung eines jeden Europäers auszulösen, der sich bewusst ist, dass die Werte, die die Idee Europas aufrechterhalten, die Freiheit, die Würde der Menschen, die Gleichheit aller Bürger vor dem Gesetz, das Eigentum, der Rechtsstaat und die Herrschaft des Rechts (Rule of law) sind... es verursacht Empörung in mir, einmal mehr festzustellen, dass die Bürokratie und die Brüsseler Behörden vollkommen entfernt von den Bürgern leben.“ Die Regierungspartei fordert das Europaparlament zur Rücknahme des Preises auf. Die Liste der Preisträger aus verschiedenen Ländern wurde konsensuiert und mit den Stimmen der Vertreter der Europäischen Volkspartei beschlossen, der auch die Partido Popular angehört.

## Deutschland und Europa
International wird das Menschenrecht auf angemessenes Wohnen durch die Vereinten Nationen aber auch von Initiativen wie Amnesty International gefördert und überwacht. Daneben arbeiten Initiativen ähnlich denen der PAH auch in Ländern wie Frankreich und Deutschland, wie die Initiative „Zwangsräumungen verhindern“.
Für Deutschland wird zugleich ein Anwachsen der Zwangsräumungen konstatiert.
In einem weiteren Zusammenhang der von der PAH vertretenen Positionen wie auch des Menschenrechts auf angemessenes Wohnen lassen sich in Deutschland eine Vielzahl von proaktiven zivilgesellschaftlichen Initiativen auf lokaler Ebene, wie sozialer Mietwohnungsbau in zivilgesellschaftlicher Trägerschaft oder ein Runder Tisch zu Gemeinschaftlichem Wohnen der Stadt Mannheim begreifen.

## Preise und Auszeichnungen (Auswahl)
- 2011: Premio Català de l'Any in der Kategorie Beste solidarische Initiative.[92][93]
- 2013: Europäischer Bürgerpreis des Europaparlaments.[94]
- 2013: Premio Lluís Companys.[95]